# Sepedonella straeleni
Sepedonella straeleni är en tvåvingeart som beskrevs av Verbeke 1956. Sepedonella straeleni ingår i släktet Sepedonella och familjen kärrflugor.
Artens utbredningsområde är Kongo. Inga underarter finns listade i Catalogue of Life.